# ROYAL STRAIGHT FLUSH R & R
「ROYAL STRAIGHT FLUSH R & R」（ロイヤル・ストレート・フラッシュ・ロックン・ロール）は、日本のロックバンドであるRED WARRIORSの楽曲。
1988年3月10日に日本コロムビアのBODYレーベルから4枚目のシングルとしてリリースされた。作詞はダイアモンド☆ユカイ、作曲は木暮武彦、プロデュースは木暮および宗清裕之が担当している。前作「ルシアン・ヒルの上で」（1987年）よりおよそ4か月ぶりのシングルであり、3枚目のアルバム『KING'S』（1988年）からの先行シングルとなった。
本作は日本版「ジョニー・B.グッド」（1958年）を目指してリリースされた楽曲であり、歌詞は音楽の道へ進むことを反対していた父親とユカイとの確執を表現したものとなっている。オリコンシングルチャートにおいては最高位第38位でヒット作とはならなかったが、本作をリリースしたバンドの姿勢に対して宗清は肯定的な発言をしている。

## 音楽性と歌詞
日本コロムビア所属のプロデューサーである宗清裕之によれば、本作はチャック・ベリーの楽曲「ジョニー・B.グッド」（1958年）の日本版を目指してリリースされた楽曲であるという。作詞を担当したダイアモンド☆ユカイは本作に関して「俺の永遠のテーマ」であると述べており、本作があるからこそ今の自分があると自著『ナチュラル・マン』（1989年）の中で発言している。ユカイは本作よりも完成度の高い歌詞の楽曲はあると認めた上で、「いつもステージで歌ってる時、一番力が入るのは、あの曲なんだ」と述べている。
歌詞に関してダイアモンド☆ユカイは自著『成りさがり』（2009年）の中で「親父との確執を書いた」と述べている。ユカイの父親は公務員であり、ユカイが公務員になることを望んでいたため音楽の世界に進むことには反対していた。しかし父親は病気を患ってからは態度が一変し、「豊（ユカイ）の思うようなバンドができてよかったな」と発言するなど確執は解け始めていたという。父親は両手の自由が利かなくなる神経性の病気に罹患しており、病名はパーキンソン病と診断された。両手が不自由になった父親に対し、ユカイは頭部のマッサージなどを行っていた。しかし1985年3月27日、父親はユカイとともにフジテレビ系バラエティ番組『森田一義アワー 笑っていいとも!』（1982年 - 2014年）を視聴していたところ、ユカイの胸の中で眠るように亡くなっていたという。また父親はパーキンソン病と診断されたために医師から出来るだけ体を動かすように指示されていたが、医師による誤診であり実際には脳梗塞であったため、父親を散歩に連れ出すなどの行為が死期を早めてしまったことが死後に判明した。後年、ユカイは父親との絆を描いた楽曲「夕暮れ」（1994年）をソロ・シングルとしてリリースしている。

## リリース、プロモーション、チャート成績
本作は1988年3月10日に日本コロムビアのBODYレーベルから7インチレコードおよび8センチCDの2形態でリリースされた。カップリング曲には2枚目のアルバム『CASINO DRIVE』（1987年）収録曲であった「MORNING AFTER」のライブ・バージョンが収録された。
同年6月4日にはNHK総合音楽番組『ジャストポップアップ』（1988年 - 1991年）に出演、また7月13日にフジテレビ系音楽番組『夜のヒットスタジオDELUXE』（1985年 - 1989年）に出演しともに本作を披露した。
本作のシングル盤はオリコンシングルチャートにおいて最高位第38位の登場週数4回で、売り上げ枚数は1.5万枚となった。この結果に対して宗清は「商業的に大ヒットしたとは言い難い」と述べつつも、日本版「ジョニー・B.グッド」を目指したことに対して「その心意気や良し」とも述べている。また宗清は数十年後に本作をカバーしているアマチュア・バンドが存在した場合を仮定した上で、「おじさんになったメンバー達は泣いて喜ぶに違いない」と推測している。

## シングル収録曲
- シングルレコード付属の歌詞カードに記載されたクレジットを参照[10]。

| 全作曲: 木暮武彦、全編曲: RED WARRIORS。 |                                  |                     |            |      |
| #                                        | タイトル                         | 作詞                | 作曲・編曲 | 時間 |
| 1.                                       | 「ROYAL STRAIGHT FLUSH R & R」   | ダイアモンド☆ユカイ | 木暮武彦   | 5:06 |
| 2.                                       | 「MORNING AFTER (Live Version)」 | 木暮武彦            | 木暮武彦   | 4:58 |
| 合計時間:                                | 合計時間:                        | 合計時間:           | 10:04      |      |

## スタッフ・クレジット
- シングルレコード付属の歌詞カードに記載されたクレジットを参照[10]。

### RED WARRIORS
- 木暮 "Shäke" 武彦 - ギター、コーラス
- 田所 “ダイアモンド☆ユカイ” 豊 - ボーカル、ギター
- 小川清史 - ベース、コーラス
- 小沼 "Comma" 達也 - ドラムス、パーカッション、コーラス

### 参加ミュージシャン
- ミッキー吉野 - キーボード

## リリース日一覧
| No. | リリース日    | レーベル              | 規格            | カタログ番号 | 最高順位 | 備考 |
| --- | ------------- | --------------------- | --------------- | ------------ | -------- | ---- |
| 1   | 1988年3月10日 | 日本コロムビア / BODY | 7インチレコード | AH-922       | 38位     |      |
| 2   | 1988年3月10日 | 日本コロムビア / BODY | 8センチCD       | 10CA-8016    | 38位     |      |

## 収録アルバム
- 『KING'S』（1988年）
- 『1988 KING'S ROCK'N'ROLL SHOW -LIVE AT SEIBU STADIUM-』（1988年） - ライブ・バージョンを収録。
- 『RED SONGS』（1989年）
- 『THE WORLD OF RED WARRIORS』（1996年） - ライブ・バージョンを収録。
- 『LIVE“LESSON21”』（2007年） - ライブ・バージョンを収録。
- 『LESSON:ULTIMATE』（2013年）